# Lindera apoensis
Lindera apoensis är en lagerväxtart som beskrevs av Adolph Daniel Edward Elmer. Lindera apoensis ingår i släktet Lindera och familjen lagerväxter. Inga underarter finns listade i Catalogue of Life.